# Die Stadt der Diebe
Die Stadt der Diebe ist ein Kinderbuch von Klaus Kordon mit Zeichnungen von Julian Jusim aus dem Jahr 2001 für Kinder ab 8 Jahre. Das Buch umfasst 76 Seiten und erhielt im Dezember 2001 das Prädikat Buch des Monats der Deutschen Akademie für Kinder- und Jugendliteratur.

## Handlung
Das Buch erzählt die Geschichte von Muheddin, der in einer großen Stadt eines Nachts von seiner Familie verlassen wird und so vom Bettler zum Dieb wird. An einem Seerosenteich beklagt er regelmäßig sein Schicksal, was die dort lebende, des Zauberns fähige Wasserschlange Ka derart verärgert, dass sie ihm einen Wunsch gewährt. Er wünscht sich den Zauberturban, der seinen Besitzer unendlich reich macht, auf dem aber auch ein Fluch liegt. Obwohl Muheddin seine armen und kranken Freunde mit dem Gold, das aus dem Turban regnet, beschenkt, verfolgen ihn Diebe und stehlen ihm schließlich den Turban. Dennoch findet Muheddin dank seines gütigen Herzens schlussendlich sein Glück.